# Lîniv, Lokaci
Lîniv (în ucraineană Линів) este un sat în comuna Bubniv din raionul Lokaci, regiunea Volînia, Ucraina.

## Demografie
Componența lingvistică a localității Lîniv
     Ucraineană (99,53%)
     Alte limbi (0,47%)
Conform recensământului din 2001, majoritatea populației localității Lîniv era vorbitoare de ucraineană (99,53%), existând în minoritate și vorbitori de alte limbi.